# Сарыхан, Шенал
Шенал Сарыхан (р. 17 февраля 1948, Сиврихисар) — турецкая феминистка и правозащитница. В 1997 году Шенал Сарыхан и Сезгин Танрыкулу стали лауреатами премии имени Роберта Ф. Кеннеди в области защиты прав человека.

## Биография
Родилась 17 февраля 1948 года в Сиврихисаре. Окончила Юридический факультет Стамбульского университета. Являлась членом Ассоциации турецких учителей, в 1967 году была избрана в исполнительный комитет Ассоциации. Писала статьи в поддержку Ассоциации, в 1971 году была приговорена к 22 годам тюремного заключения. В 1974 году после смены правительства была выпущена из тюрьмы. После этого занималась правозащитной деятельностью. Защищала в суде интеллектуалов и активистов. В 1980 году за одну из своих статей была арестована на 35 дней за «поддержку антигосударственных взглядов».
В 1986 году Шенал Сарыхан основала Ассоциацию современных адвокатов и стала её президентом. Десять лет спустя для защиты прав женщин она основала Ассоциацию современных женщин. В 1998 году Шенал Сарыхан призывала к отставке министра Ышилай Сайгын, которая в ходе интервью поддержала практику проведения теста на девственность.
Выступала против внесённого партией справедливости и развития закона об уголовной ответственности за супружеские измены который в итоге не был принят. В 2007 году Шенал Сарыхан возглавила протесты против правящей партии справедливости и развития, поскольку, по мнению Сарыхан, партия хочет ввести в стране законы шариата. В 2008 году в знак протеста против запрета ношения хиджабов в университетах Шенал Сарыхан организовала митинг, в котором приняли участие около 40 тысяч человек. Шенал Сарыхан является членом республиканской народной партии.